# BE Junior Circuit 2004/05
Der BE Junior Circuit 2004/05 (Abkürzung für Badminton Europe Junior Circuit 2004/05) war die vierte Auflage des BE Junior Circuits im Badminton. Neun Turniere gehörten zur Wettkampfserie.

## Turniere
| Nr. | Turnier                |
| --- | ---------------------- |
| 1   | Swedish Juniors        |
| 2   | Slovenian Juniors      |
| 3   | Slovak Juniors         |
| 4   | Croatian Juniors       |
| 5   | Czech Juniors          |
| 6   | Northumberland Juniors |
| 7   | Polish Juniors         |
| 8   | Dutch Juniors          |
| 9   | German Juniors         |